# Giuseppe Rossini
Giuseppe Rossini (Bari, 23 augustus 1986) is een Belgisch-Italiaanse voetballer die als aanvaller speelt. 

## Carrière

### Jeugd (-2005)
Rossini werd in Bari geboren, maar op zijn vierde verhuisde hij met zijn familie naar het Belgische La Louvière, aangezien zijn ouders in Italië moeilijk aan werk kwamen. Hoewel hij een Belgisch paspoort heeft en enkele wedstrijden speelde voor nationale jeugdelftallen, voelt hij zich naar eigen zeggen voor een deel Italiaan. Hij begon te voetballen bij de plaatselijke voetbalclub RFC Houdinois. Na vijf jaar bij Sporting Charleroi en opnieuw een jaartje bij Houdain werd hij opgemerkt door scouts van RAEC Mons, waar hij in de jeugdopleiding terechtkwam. In 2004 vertrok hij naar FC Utrecht, hier speelde hij 1 jaar in de jeugd om vervolgens door te stromen tot de A-kern.

### Professionele carrière (2005-2015)

#### FC Utrecht
Tijdens een wedstrijd met RAEC Mons tegen Jong Beveren zat toenmalig FC Utrecht-scout Nol de Ruiter op de tribune. Kort daarna verhuisde de Italo-Belg naar Utrecht. Na een jaar in Jong FC Utrecht voetbalde Rossini van 2005 tot 2008 in de hoofdmacht van FC Utrecht. Hij moest het vaak doen zonder een vaste basisplaats. Toch speelde hij voor zijn leeftijd best wat wedstrijden in de A-kern. Zijn scoren vermogen bleef echter uit. Hij wist maar 3 doelpunten in 46 wedstrijden te maken. Toch had de aanvaller goed gezien bij de Utrecht-supporters. De aanvaller had een contract tot 2009 in de Domstad, maar werd in het tussenseizoen van 2008 overgedaan aan KV Mechelen. Utrecht eindigde in de 3 seizoenen met Rossini 6e, 9e en 10e.

#### KV Mechelen & KV Kortrijk
Bij Mechelen speelde hij regelmatig, maar ook hier werd hij geen vaste titularis. Rossini wist in 2008/09 voor de eerste en tevens laatste keer in zijn profcarrière dubbele cijfers neer te leggen in zijn doelpuntenstatistieken. Mechelen werd dat seizoen 10e. In zijn tweede seizoen bij Mechelen wist hij echter nog maar 1 keer te scoren, dit terwijl hij voldoende kansen kreeg. Mechelen werd in zijn 2e seizoen 7e.
In juni 2010 ruilde hij Mechelen in voor KV Kortrijk. Bij de Kortrijkzanen was hij een vaste titularis. Hij speelde hier 32 wedstrijden in 1 seizoen, een aantal dat hij niet meer wist te overkomen. Ook wist hij achtmaal te scoren voor de West-Vlamingen.  Kortrijk eindigde het seizoen op een 10e plek.

#### Zulte Waregem & STVV
Na één jaar speler te zijn geweest bij KV Kortrijk tekende hij in mei 2011 een contract bij aartsrivaal Zulte Waregem, dit werd hem niet in dank afgenomen door de Kortrijk-supporters. Bij Essevee kon Rossini zich nooit volledig in de kijker spelen. Hij eindigde zijn enige seizoen bij de fusieclub met 15 wedstrijden waarin hij driemaal wist te scoren. Men eindigde het seizoen op een teleurstellende 13e plek. Rossini werd echter halverwege het seizoen al uitgeleend aan STVV, de Limburgse club zat nadat Roland Duchâtelet hen van de hand had gedaan in slechte papieren. Men werd dat seizoen laatste en Rossini kon met zijn 3 doelpunten in 9 wedstrijden Sint-Truiden niet redden.

#### Sporting Charleroi & OH Leuven
In 2012 vertrok Rossini terug naar de eerste profclub die voetbaltalent ontdenkte, Sporting Charleroi. In Rossini's eerste seizoen strijdde de lange Italiaan nog mee voor een basisplaats bij de club uit het zwarte land. Hij maakte dat seizoen 6 doelpunten in 22 wedstrijden. Naarmate het tweede seizoen vorderde kreeg hij echter steeds minder speelkansen. Hij speelde dat seizoen 15 wedstrijden en wist maar eenmaal te scoren. In Rossini's derde seizoen bij de carolo's werd hij in de wintertranferperiode uitgeleend aan Tweedeklasser OH Leuven. In de eerste seizoenshelft kon hij met 1 doelpunt in 8 wedstrijden opnieuw niet overtuigen. Charleroi eindigde tijdens de drie seizoenen op een 11e, 10e en 6e plaats. Met Leuven in Tweede klasse deed hij het wat beter. hij scoorde achtmaal in 16 wedstrijden en wist als 5e in de stand de laatste plek in de eindronde te bemachtigen. OH Leuve, won de eindronde en keerde na 1 seizoen afwezigheid terug naar Eerste klasse. Men was ongeslagen in de eindronde, viermaal gewonnen, 2 gelijke spelen.

### Semi-prof, amateur & provincialer (2015-heden)

#### Progrès Niedercorn
Na zijn promotie met Leuven zei hij vaarwel van het profvoetbal. Rossini ging voor Progrès Niedercorn spelen. De Luxemburgse eersteklasser werd zesde en eindigde in de grijze middenmoot. Ook Rossini had een grijs seizoen, hij was veel geblesseerd en miste hierdoor 12 wedstrijden. In de 15 wedstrijden die hij wel speelde wist hij zevenmaal te scoren. Hierna keerde hij terug naar België. 

#### ROC de Charleroi-Marchienne
Hier ging hij opnieuw voor een club uit Charleroi spelen; ditmaal Charleroi-Marchienne. 2016/17 was het eerste seizoen na de competitie hervormingen van de zomer van 2016, Charleroi kwam uit in Tweede klasse amateurs. Men werd derde en liep net de promotie naar Eerste klasse amateurs mis. Rossini was een vaste titularis, hij speelde 27 wedstrijden en wist negenmaal te scoren. 

#### Solières Sport, Sporting Espoir Jemeppe & JS Taminoise
In de zomer van 2017 vertrok hij naar Solières Sport, hier beleef hij opnieuw een grijs seizoen; Solières werd negende en Rossini scoorde maar driemaal in 22 wedstrijden. Aan het einde vertrok hij naar de provinciale reeksen, hier ging hij voor Sp. Espoir Jemeppe spelen. Jemeppe werd tweede en greep met 2 punten langs de titel, men verloor in de eindronde. Rossini wist meer dan twintigmaal te scoren in de competitie. Aan het einde van het seizoen vertrok hij opnieuw naar een andere club, ditmaal naar eerste provincialer JS Taminoise. Met Taminoise promoveerde hij terug naar Derde klasse amateurs, de divisie waar men in 2018/19 uit gedegradeerd was. Rossini werd tweede in de topschuttersstand achter zijn teamgenoot. Men werd kampioen.

## Interlandcarrière
Rossini kwam voor de Belgische onder 20 en 21 uit, hier speelde hij in totaal 8 wedstrijden waarin hij viermaal wist te scoren. Rossini stond in 2008 kort bij een selectie als plaatsvervanger van Kevin Mirallas op de Olympische spelen van 2008, gehouden in Peking. Uitedenlijk haalde hij het niet. Rossini heeft vaker aangeven in interviews zich meer Italiaan dan Belg te voelen, zijn droom was om voor de nationale ploeg van Italië te spelen. Dit is hem uiteindelijk nooit gelukt.

## Clubstatistieken
| seizoen | club                             | land         | competitie               | duels | goals |
| ------- | -------------------------------- | ------------ | ------------------------ | ----- | ----- |
| 2005/06 | FC Utrecht                       | Nederland    | Eredivisie               | 8     | 0     |
| 2006/07 | FC Utrecht                       | Nederland    | Eredivisie               | 17    | 1     |
| 2007/08 | FC Utrecht                       | Nederland    | Eredivisie               | 21    | 2     |
| 2008/09 | KV Mechelen                      | België       | Jupiler Pro League       | 22    | 10    |
| 2009/10 | KV Mechelen                      | België       | Jupiler Pro League       | 22    | 1     |
| 2010/11 | KV Kortrijk                      | België       | Jupiler Pro League       | 32    | 8     |
| 2011/12 | SV Zulte Waregem                 | België       | Jupiler Pro League       | 15    | 3     |
| 2011/12 | → Sint-Truidense VV              | België       | Jupiler Pro League       | 9     | 3     |
| 2012/13 | R. Sporting du Pays de Charleroi | België       | Jupiler Pro League       | 22    | 6     |
| 2013/14 | R. Sporting du Pays de Charleroi | België       | Jupiler Pro League       | 15    | 1     |
| 2014/15 | R. Sporting du Pays de Charleroi | België       | Jupiler Pro League       | 8     | 1     |
| 2014/15 | → Oud-Heverlee Leuven            | België       | Proximus League          | 15    | 7     |
| 2015/16 | Progrès Niedercorn               | Luxemburg    | Nationaldivisioun        | 16    | 8     |
| 2016/17 | ROC de Charleroi-Marchienne      | België       | Tweede klasse amateurs   | 27    | 9     |
| 2017/18 | Solières Sport                   | België       | Tweede klasse amateurs   | 22    | 3     |
| 2018/19 | Sporting Espoire Jemeppe         | België       | Tweede Provinciale Namen | ?     | 20+   |
| 2019/20 | JS Taminoise                     | België       | Eerste Provinciale Namen | 25    | 20    |
| 2020/21 | JS Taminoise                     | JS Taminoise | Derde afdeling           | 2     | 5     |
| 2021/22 | JS Taminoise                     | JS Taminoise | Derde afdeling           | 14    | 4     |
| Totaal  | Totaal                           | Totaal       | Totaal                   | 320   | 109+  |

bijgewerkt tot 11 april 2023